# Beana inconspicua
Beana inconspicua är en fjärilsart som beskrevs av Bethune-Baker 1906. Beana inconspicua ingår i släktet Beana och familjen trågspinnare. Inga underarter finns listade i Catalogue of Life.